# The Roundup
The Roundup (en hangul, 범죄도시2; hanja: 犯罪都市2; romanización revisada del coreano: Beomjoedosi2; lit. Crime City 2) es una película de acción criminal surcoreana de 2022, dirigida por Lee Sang-yong y protagonizada por Ma Dong-seok, Son Seok-koo y Choi Gwi-hwa. Secuela de la película de 2017 The Outlaws, la película se estrenó el 18 de mayo de 2022 en formato IMAX.
Respecto a su desempeño en taquilla, la película se estrenó con la primera posición en la taquilla de Corea del Sur y vendió 467 525  entradas, en lo que fue la mejor apertura para una película surcoreana en los anteriores 882 días. Se convirtió en la primera película en Corea del Sur en registrar diez millones de entradas en 2022, lo que logró al vigésimo quinto día de exhibición. Es la cuarta película protagonizada por Ma Dong-seok en superar los diez millones y la vigésima película coreana en la historia en lograr la hazaña. Desde el 12 de junio, la película ocupó el quinto lugar en la taquilla global, y fue estrenada en cinco países.
La película se convirtió en el estreno surcoreano de mayor éxito desde el inicio de la pandemia de COVID-19. En los siete primeros meses de 2022 era la película más taquillera del año en Corea del Sur, con una recaudación bruta de 100,06 millones de dólares estadounidenses y 12,59 millones de entradas, y también figura en la Lista de películas más taquilleras de Corea del Sur; ocupa el tercer lugar en películas nacionales por recaudación y el noveno lugar, también en películas nacionales, por espectadores, según datos del Korean Film Council.

## Argumento
Cuatro años después de la operación de limpieza en Garibong-dong, el detective Ma Seok-do y el capitán Jeon Il-man se dirigen a Ho-Chi Minh, Vietnam, para extraditar al sospechoso Yoo Jong-hoon. Después de su llegada, conocen a algunos coreanos que viven en Vietnam. Ma interroga a Jong-hoon, quien revela que se entregó porque Lee Jong-du intentó matarlo.
Ma e Il-man se van al lugar donde se oculta Jong-du, pero lo hallan muerto. Allí se enteran de la colaboración del dúo con Kang Hae-sang, un asesino despiadado que secuestró y mató a coreanos y a varios turistas a cambio de dinero; una de esas víctimas es un joven y rico coreano llamado Choi Yong-gi. Ma, Il-man y Park Chang-su (el oficial residente en el consulado) excavan en el jardín, donde encuentran el cuerpo de Choi, pero la policía local le advierte que detenga la investigación.
A pesar de ello, Ma e Il-man llegan a un garito, donde interrogan a un matón coreano llamado Raku y se enteran de que el padre de Choi, Choi Choon-baek, un magnate de los negocios, ha enviado sicarios para matar a Kang. Mientras tanto, Kang llega a la casa, donde mata a todos los asesinos a sueldo, que hablan sobre Choon-baek. Ma llega y domina a Kang, pero este último escapa.
Ma e Il-man son deportados a Corea, donde se enteran de que Kang ha entrado de contrabando en Corea para encontrarse con Choon-baek. Después de  aterrizar en Corea, Ma interroga a Jang I-soo, quien ahora dirige un servicio de exportación y se entera de un barco de contrabando que llegó recientemente. Verifican las imágenes de CCTV del puerto de Gongping, solo para confirmar que Kang ha llegado. Choon-beak anuncia una gran recompensa para que sus hombres le traigan vivo a Kang.
Después de enterarse de que el caso de Kang ha sido entregado a Asuntos Exteriores, Ma e Il-man convencen al Jefe y obtienen un plazo de una semana para atraparlo. Kang llega discretamente al funeral de Choi, donde secuestra a Choon-beak, después de matar a su guardaespaldas. Luego, Kang se pone en contacto con la esposa de Choon-baek, Kim In-sook, y exige dinero a cambio de Choon-beak. Ella se lo revela a Ma y su equipo y coopera con ellos para que puedan arrestar a Kang.
Ma se sirve de la ayuda de Jang I-soo quien, con la esposa de Choon-beak, In-sook, se dirige al lugar donde se lleva a cabo el trato disfrazado de su conductor. El compañero de equipo de Ma, Dong-gyun, encuentra el escondite de Kang, donde rescata a Choon-beak y solicita refuerzos, pero Kang lo apuñala y escapa después de ver a los policías de apoyo. Después de conducir en el estacionamiento de un complejo comercial, Jang I-soo escapa con el dinero, dejando atrás a In-sook y Ma, y sus compañeros de equipo someten a los dos asociados de Kang. Kang encuentra a Jang I-soo con el dinero, pero este escapa.
Después de que los planes de extorsión salen mal, Kang decide escapar de Corea con el dinero que tenía Jang I-soo. Sigue a un conocido de Jang I-soo, el Capitán Eye, y se entera de que Jang I-soo planea escapar a China. Kang se enfrenta a Jang I-soo, quien escapa dejando el dinero. Kang luego aborda un autobús para salir de Corea. A partir de un aviso de Jang I-soo, Ma detiene el autobús donde se produce una pelea entre él y Kang. Ma derrota a Kang y lo arresta. Posteriormente, Ma y su equipo celebran haber resuelto el caso.

## Origen de la trama
La historia se basa libremente en un caso de secuestro y asesinato en serie que tuvo lugar en Filipinas entre 2008 y 2012. A diferencia de la película en la que se castiga a los perpetradores, el caso real no se ha resuelto por completo.

## Reparto
- Ma Dong-seok como Ma Seok-do. Detective, subjefe de la Unidad de Delitos Mayores de la comisaría de Geumcheon.[12][13]
- Son Seok-koo como Kang Hae-sang, un criminal que ha estado secuestrando y asesinando coreanos en Vietnam.[14][15]
- Choi Gwi-hwa como Jeon Il-man, jefe de equipo de la Unidad de Delitos Mayores en la comisaría de policía de Geumcheon.[16][17]
- Park Ji-hwan como Jang I-soo, gánster convertido en agente turístico.
- Heo Dong-won como Oh Dong-gyun, un detective senior en la Unidad de Delitos Mayores de la Comisaría de Policía de Geumcheon.
- Ha Jun como Kang Hong-seok, miembro de la Unidad de Delitos Mayores de la Policía de Geumcheon.
- Jung Jae-kwang como Kim Sang-hoon, el miembro más joven de la Unidad de Delitos Mayores de la Policía de Geumcheon.
- Nam Moon-cheol como Choi Choon-baek, el padre de Choi Yong-gi, magnate de los negocios de Corea del Sur.[18]
- Park Ji-young como Kim In-sook, madre de Choi Yong-gi y esposa de Choi Choon-baek.[18]
- Lee Joo-won como Park Young-sa, del Consulado General de Corea del Sur en Ciudad Ho Chi Minh.[18]
- Eum Moon-suk como Jang Ki-cheol, subordinado de Kang Hae-sang, hermano de Jang Soon-cheol.[18]
- Kim Chan-hyung como Jang Soon-cheol, subordinado de Kang Hae-sang, hermano de Jang Ki-cheol.[18]
- Cha Woo-jin como Choi Yong-gi, el hijo de Choi Choon-baek que fue secuestrado y asesinado por Kang Hae-sang.[18][19]
- Jeon Jin-oh como Yoo Jong-hoon, un criminal que es la razón por la cual Ma y Jeon inicialmente van a Vietnam.[18]

## Producción
La película estaba programada para filmarse en Vietnam en marzo de 2020, pero debido a la pandemia de COVID-19, el cronograma de filmación en Vietnam se pospuso y la parte surcoreana se filmó primero. Más tarde, se decidió completar la posproducción en Corea mediante la movilización de filmaciones, escenarios y CG locales. El rodaje concluyó en junio de 2021. El costo neto de producción de la película fue de unos 10 500 millones de wones. Incluyendo los costos de mercadeo y promoción, el costo total de producción fue de aproximadamente trece mil millones de wones.

## Estreno
The Roundup se vendió a 132 países de todo el mundo antes de su lanzamiento en Corea del Sur. Estados Unidos, Taiwán, Mongolia, Hong Kong, Singapur y Filipinas programaron el estreno simultáneo con Corea. Se estrenó en 2521 pantallas el 18 de mayo de 2022 en Corea del Sur. En Filipinas se estrenó el 22 de junio de 2022 por Raon Company Plus.
Las autoridades de censura prohibieron la proyección de la película en Vietnam con el argumento de que «hay demasiadas escenas violentas», mientras que algunos especularon que podría deberse a la representación negativa de la ciudad vietnamita de Ho Chi Minh en la película.

## Recepción

### Taquilla
The Roundup abrió con un récord de 467 525 entradas, que es la apertura más alta para una película estrenada en Corea del Sur en los últimos 882 días, desde Ashfall. También es la mejor apertura para una película coreana en 2022 hasta ahora y la era posterior a la pandemia. La película rebasó el millón de billetes vendidos a los dos días del estreno, al registrar 1 016 695 espectadores acumulados. Superó el millón y medio de espectadores el tercer día de su estreno, y dos millones el cuarto día, convirtiéndose así en la película más rápida en hacerlo desde el filme de 2020 Deliver Us from Evil, que lo logró en su primer fin de semana. Superó los tres millones de espectadores el quinto día de lanzamiento, el menor tiempo entre las películas coreanas desde Parasite (2019). Luego llegó a cinco millones en diez días, de nuevo la más rápida en los últimos 882 días desde Ashfall, que también registró cinco millones en el décimo día de su lanzamiento el 28 de diciembre de 2019. Continuando con su éxito, registró diez millones de espectadores el día 25, convirtiéndose así en la primera película del año 2022 y la primera película coreana desde Parasite (2019) en recibir diez millones de espectadores. Superó los once millones en 31 días, y luego superó los 11 565 479 espectadores de Train to Busan en el día 35 de su estreno al reunir 11 572 603 espectadores. Creó otro récord al superar los doce millones de espectadores en cuarenta días y ocupó el noveno lugar en la lista de películas nacionales más taquilleras por billetes vendidos.
El día 10 de julio de 2022 era la película más taquillera del año, con unos ingresos brutos de 100 064 909 dólares y 12 592 880 billetes vendidos. Y, según Box Office Mojo, ocupaba la posición vigésimo primera de la taquilla mundial de 2022.
Entradas semanales (Basado en la Red informática Integrada para Entradas de Cine)
| Entradas y clasificación de taquilla a partir de la fecha del fin de semana respectivo | Entradas y clasificación de taquilla a partir de la fecha del fin de semana respectivo | Entradas y clasificación de taquilla a partir de la fecha del fin de semana respectivo | Entradas y clasificación de taquilla a partir de la fecha del fin de semana respectivo |
| Fin de semana                                                                          | Entradas                                                                               | Entradas                                                                               | Posición en taquilla                                                                   |
| Fin de semana                                                                          | Fin de semana                                                                          | Acumulado                                                                              | Posición en taquilla                                                                   |
| -------------------------------------------------------------------------------------- | -------------------------------------------------------------------------------------- | -------------------------------------------------------------------------------------- | -------------------------------------------------------------------------------------- |
| 22 de mayo de 2022                                                                     | 2 525 050                                                                              | 3 541 728                                                                              | 1.ª                                                                                    |
| 29 de mayo de 2022                                                                     | 1 792 698                                                                              | 6 546 590                                                                              | 1.ª                                                                                    |
| 5 de junio de 2022                                                                     | 1 202 378                                                                              | 8 832 456                                                                              | 1.ª                                                                                    |
| 12 de junio de 2022                                                                    | 815 441                                                                                | 10 502 292                                                                             | 1.ª                                                                                    |
| 19 de junio de 2022                                                                    | 549 888                                                                                | 11 459 214                                                                             | 2.ª                                                                                    |
| 26 de junio de 2022                                                                    | 318 196                                                                                | 12 043 758                                                                             | 3.ª                                                                                    |
| 3 de julio de 2022                                                                     | 199 665                                                                                | 12 416 333                                                                             | 4.ª                                                                                    |
| 10 de julio de 2022                                                                    | 84 818                                                                                 | 12 588 796                                                                             | 4.ª                                                                                    |

### Crítica
El sitio web del agregador de reseñas Rotten Tomatoes señaló una calificación de aprobación del 94% basada en 16 reseñas, con un promedio de 7,9/10.
James Marsh, de South China Morning Post, otorgó 4 estrellas de 5 y elogió la actuación de Ma Dong-seok como «un protagonista verdaderamente único y absolutamente cautivador». Baek Geon-woo, en su reseña de Oh My News, elogió la actuación de Ma Dong-seok y describió a su personaje como «la versión coreana del 'superhéroe' que se muestra en Occidente». Kim Ye-eun (Xports) apreció la dirección de las escenas de acción ejecutadas por el personaje principal Ma Seok-do y el villano Kang Hae-sang. Whang Yee Ling, de The Straits Times, calificó la película con 3 puntos de 5 y escribió: «Lee y sus compañeros de equipo que regresan comparten una camaradería de payasadas, y su investigación mantiene una energía bulliciosa hasta el clímax en una emocionante persecución de autos prolongada». Dennis Harvey, que escribe para Variety, apreció la dirección de Lee Sang-yong y elogió los elementos cómicos de la película, afirmando que «la película procede con engañosa facilidad, maximizando tanto el humor como el daño extremo».

### Polémicas
Algunas organizaciones dedicadas a los derechos de las personas con discapacidad criticaron la película por alimentar los prejuicios, al representar a un personaje con una discapacidad mental como un peligro para el público: una escena al comienzo de la película donde un hombre escapa de un hospital psiquiátrico y amenaza a la policía y al público con un cuchillo mientras retiene a dos mujeres como rehenes dentro de un supermercado. El 7 de julio de 2022, un grupo de siete organizaciones, incluida la Asociación Coreana de Trastornos Mentales y el Instituto de Investigación de los Derechos de las Personas con Habilidades Diferentes en Corea, llevaron a cabo un acto público con la prensa frente al edificio de la Comisión Nacional de Derechos Humanos de Corea en Seúl, para solicitar a autoridades que prohibieran las proyecciones de la película. En respuesta al asunto, el equipo de producción declaró que no tenían intención de emitir ese tipo de mensaje.

## Continuación
Una secuela titulada The Roundup: No Way Out, dirigida por Lee Sang-yong y producida por Big Punch Pictures, Hong film y BA Entertainment, con Ma Dong-seok, Lee Jun-hyuk, Aoki Munetaka, Lee Beom- soo, Kim Min-jae, Jeon Seok-ho y Ko Kyu-pil, se comenzó a rodar el 20 de julio de 2022. La historia sigue al detective Ma Seok-do, quien cambia su adscripción de la comisaría de policía de Geumcheon al equipo de investigación metropolitano para erradicar a los yakuza japoneses que viajaron a Corea y cometieron el crimen. Su lanzamiento está programado para 2023.

## Premios y nominaciones
| Año  | Premio                                    | Categoría                     | Candidato                       | Resultado | Ref.                 |
| ---- | ----------------------------------------- | ----------------------------- | ------------------------------- | --------- | -------------------- |
| 2022 | 55.º Festival de Sitges                   | Premio del Público Focus Asia | The Roundup                     | Ganadora  | [ 48 ]               |
| 2022 | Blue Dragon Film Awards                   | Película más popular          | The Roundup                     | Ganadora  | [ 49 ]               |
| 2022 | Blue Dragon Film Awards                   | Premio técnico                | Huh Myung-haeng, Yoon Seong-min | Ganadores | [ 49 ]               |
| 2022 | Blue Dragon Film Awards                   | Mejor montaje                 | Kim Seon-min                    | Nominado  | [ 50 ]               |
| 2022 | Blue Dragon Film Awards                   | Mejor director novel          | Lee Sang-yong                   | Nominado  | [ 50 ]               |
| 2022 | Blue Dragon Film Awards                   | Mejor actor de reparto        | Park Ji-hwan                    | Nominado  | [ 50 ]               |
| 2022 | Buil Film Awards                          | Mejor actor revelación        | Son Suk-ku                      | Nominado  | [ 51 ]               |
| 2022 | Buil Film Awards                          | Mejor actor de reparto        | Park Ji-hwan                    | Nominado  | [ 51 ]               |
| 2022 | Chunsa Film Art Awards                    | Película más popular          | The Roundup                     | Ganadora  | [ 52 ]               |
| 2022 | Chunsa Film Art Awards                    | Mejor actor de reparto        | Park Ji-hwan                    | Ganador   | [ 52 ]               |
| 2022 | Chunsa Film Art Awards                    | Mejor director novel          | Lee Sang-yong                   | Ganador   | [ 52 ]               |
| 2022 | Chunsa Film Art Awards                    | Mejor actor de reparto        | Son Suk-ku                      | Nominado  | [ 52 ]               |
| 2022 | Grand Bell Awards                         | Mejor fotografía              | Ju Seong-rim                    | Ganador   | [ 53 ]               |
| 2022 | Grand Bell Awards                         | Mejor montaje                 | Kim Seon-min                    | Ganador   | [ 53 ]               |
| 2022 | Grand Bell Awards                         | Premio del público            | Park Ji-hwan                    | Ganador   | [ 53 ]               |
| 2022 | Grand Bell Awards                         | Mejor director novel          | Lee Sang-yong                   | Nominado  | [ 54 ]               |
| 2022 | Grand Bell Awards                         | Mejor actor de reparto        | Park Ji-hwan                    | Nominado  | [ 54 ]               |
| 2022 | Grand Bell Awards                         | Mejor actor de reparto        | Son Suk-ku                      | Nominado  | [ 54 ]               |
| 2022 | Korean Association of Film Critics Awards | Mejor actor revelación        | Son Suk-ku                      | Ganador   | [ 55 ]               |
| 2022 | Korean Film Producers Association Award   | Mejor actor                   | Ma Dong-seok                    | Ganador   | [ 56 ]               |
| 2022 | Women in Film Korea Festival              | Mejor tecnología              | Kim Sun-min                     | Ganador   | [ 57 ]               |
| 2023 | Baeksang Arts Awards                      | Mejor director novel          | Lee Sang-yong                   | Nominado  | [ 58 ] [ 59 ] [ 60 ] |
| 2023 | Baeksang Arts Awards                      | Mejor actor                   | Ma Dong-seok                    | Nominado  | [ 58 ] [ 59 ] [ 60 ] |
| 2023 | Baeksang Arts Awards                      | Mejor actor de reparto        | Park Ji-hwan                    | Nominado  | [ 58 ] [ 59 ] [ 60 ] |